# Біле Озеро (Сафакулевський округ)
Біле О́зеро (рос. Белое Озеро) — присілок у складі Сафакулевського округу Курганської області, Росія.
Населення — 380 осіб (2010, 408 у 2002).
Національний склад станом на 2002 рік:
- башкири — 88 %